# Tarifverbund Waadt
Der Tarifverbund Waadt, französisch Communauté tarifaire vaudoise (CTV), Marketingname Mobilis, ist der Tarif- und Verkehrsverbund des öffentlichen Personennahverkehrs des Kantons Waadt und seiner angrenzenden Gebiete. Mit wenigen Ausnahmen umfasst er nahezu den gesamten Kanton.

## Verbreitungsgebiet
Das heutige Zonengebiet erstreckt sich von Rolle im Südwesten bis nach Payerne im Nordosten und von Saint-Loup im Nordwesten bis nach Saint-Saphorin (Lavaux) im Südosten. Innerhalb der gelösten Zonen und der zeitlichen Gültigkeit sind sämtliche öffentlichen Verkehrsmittel (Bahn, Métro oder Bus) im Ticket enthalten.
Die Tarifgemeinschaft wurde 2004 auf Anregung des Kantons mit zunächst fünf öffentlichen Verkehrsunternehmen aus Lausanne gegründet. im Dezember 2007 erfolgte die Ausweitung auf den Bezirk Gros-de-Vaud. Ende 2011 fand eine weitere Vergrösserung in den Bezirken Riviera, Nyon und Jura-Nord vaudois, sowie in der Region Vallée de Joux und einem Teil von Broye statt. Gleichzeitig traten sechs weitere Transportunternehmen dem Verbund bei. Ende 2015 kamen dann noch der restliche Teil von Broye sowie die Region rund um Blonay hinzu, Ende 2016 auch das Gebiet Chablais südlich des Genfersees.
Mittlerweile deckt der Tarifverbund den gesamten Kanton Waadt mit Ausnahme von drei Gemeinden (Rougemont, Rossinière und Château d’Oex) und bestimmten touristischen Linien ab.

## Unternehmenspartner
Mobilis befährt 305 Gemeinden im Kanton Waadt und hat insgesamt 129 Tarifzonen. Der Tarifverbund Waadt arbeitet mit 13 Unternehmenspartnern zusammen. Das 3'100 Kilometer lange Streckennetz umfasst 2'307 Haltestellen.
Neben vier Hauptlinien der SBB, verkehren 16 Linien der RER Vaud, 13 weitere Regionalzuglinien sowie gesamtheitlich zwei Metro-, 76 Stadtbus- und 108 Regionalbuslinien. Zudem gibt es Nachtnetz-Angebote und in Regionen mit geringer Nachfrage zusätzliche Angebote (z. B. SBB «Arc Lémanique» oder tl Pyjama Bus in Lausanne).

### Beteiligte Verkehrsunternehmen
- Schweizerische Bundesbahnen (SBB / CFF)
- Lausanne–Echallens–Bercher-Bahn (LEB)
- PostAuto Schweiz AG, Region Westschweiz
- Verkehrsbetriebe der Region Morges–Bière–Cossonay (MBC)
- Transports publics de la région lausannoise (tl)
- Compagnie du chemin de fer Nyon-St-Cergue-Morez SA (NStCM)
- Transports publics de la région nyonnaise (TPN)
- Transport Vallée-de-Joux - Yverdon-les-Bains - Sainte-Croix SA (Travys)
- Société Anonyme des auto-transports de la Vallée de Joux (AVJ)
- Transports publics Vevey - Montreux - Chillon - Villeneuve SA (VMCV SA)
- Compagnie du chemin de fer Montreux - Oberland Bernois SA (MOB)
- Transports Montreux - Vevey - Riviera SA (MVR)
- Transports publics du Chablais SA (TPC)

## Netzpläne

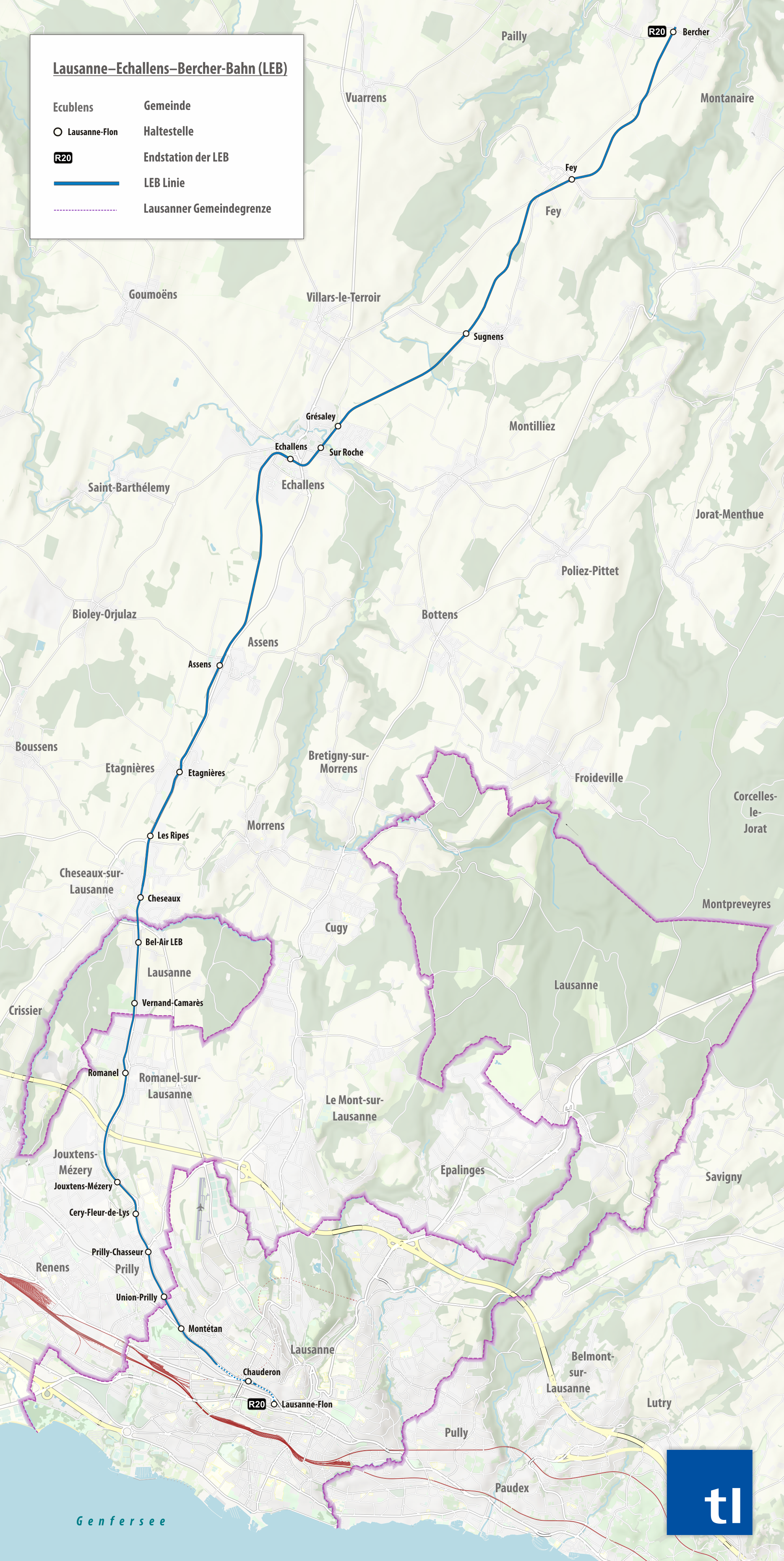
LEB
MBC Morges
Lausanne
TPN Nyon
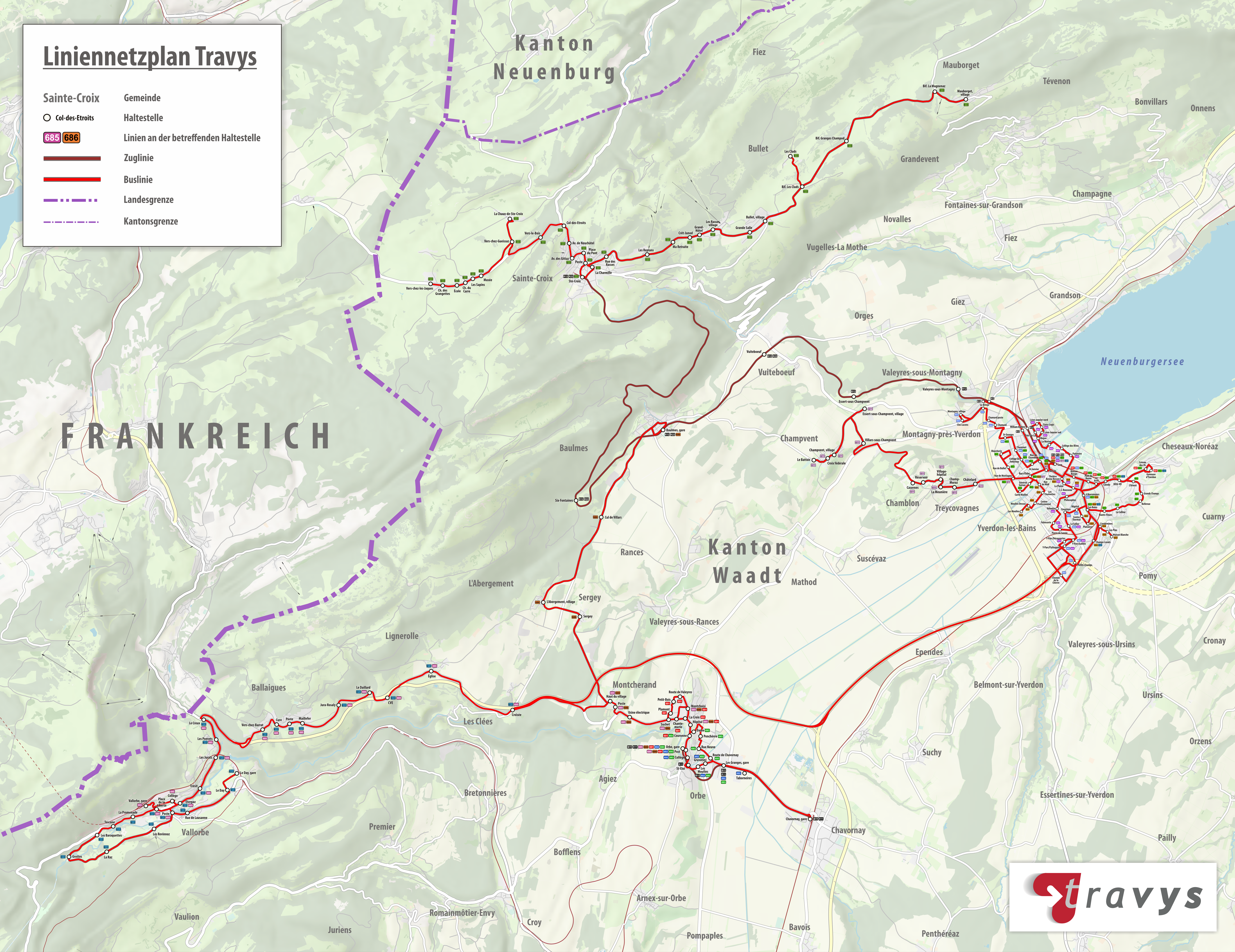
Travys
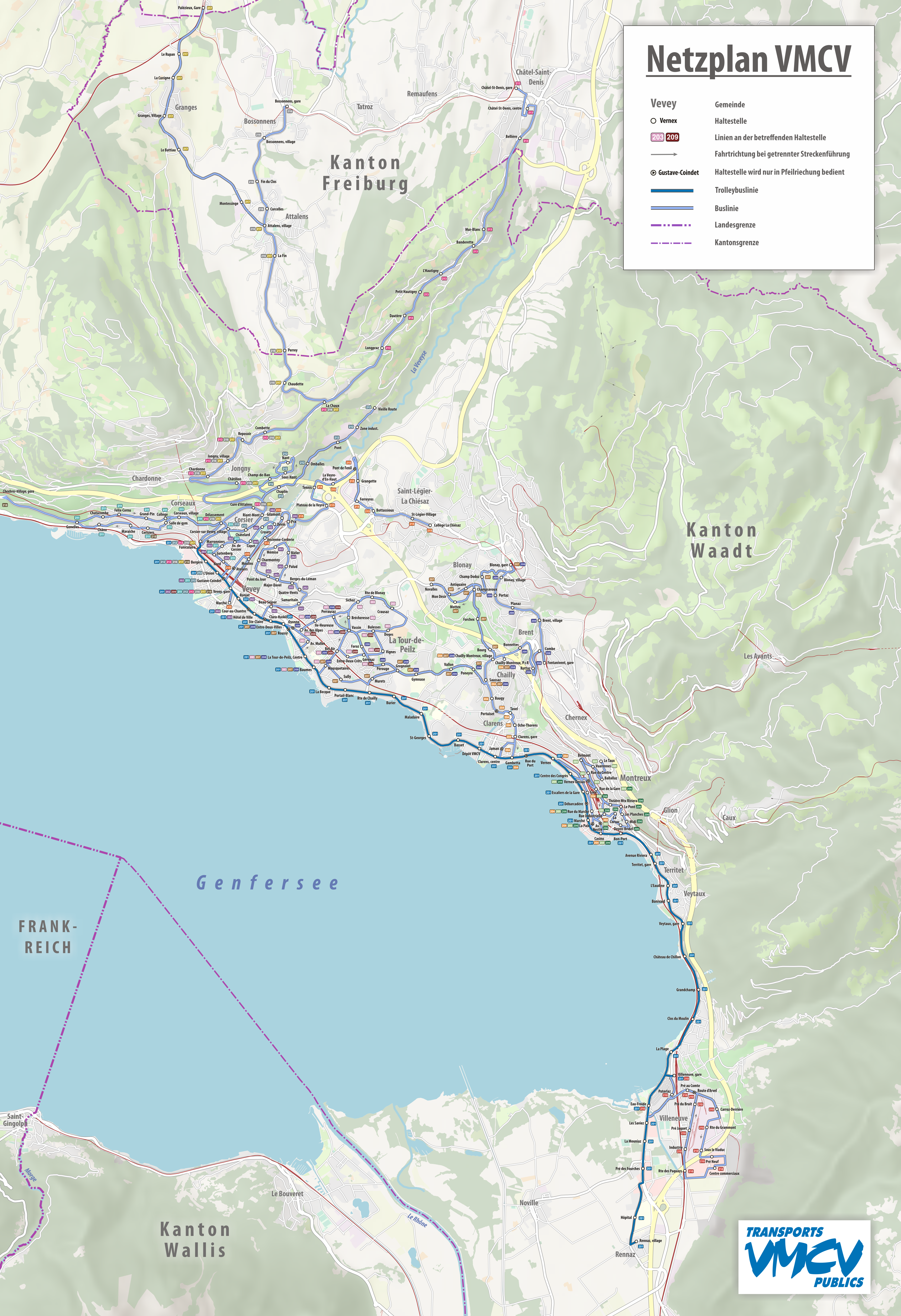
VMCV Vevey
TPC Chablais